# Estación Saúde
La estación metro viaria Saúde es una de las estaciones de la línea 1 - Azul del Metro de São Paulo. Fue inaugurada el 14 de septiembre del 1974.

## Demanda media de la estación
La demanda media de esta estación, es de 33 mil pasajeros por día, según datos del Metro.

## Líneas de SPTrans
Líneas de la SPTrans que salen de la Estación Saúde del Metro:
| Línea   | Destino      |
| ------- | ------------ |
| 4732/10 | Vila Liviero |
| 4732/41 | Vila Liviero |
| 4734/10 | Vila Moraes  |
| 4734/21 | Vila Moraes  |
| 475R/41 | Simba Safari |

## Tabla
| Sigla | Estación | Inauguración             | Capacidad                  | Integración              | Plataformas | Posición    | Comentarios                                   |
| ----- | -------- | ------------------------ | -------------------------- | ------------------------ | ----------- | ----------- | --------------------------------------------- |
| SAU   | Saúde    | 14 de septiembre de 1974 | 20 mil pasajeros hora/pico | Bilhete Único de SPTrans | Laterales   | Subterránea | Estación con estructura de concreto aparente. |